# Comté de Chisago
Le comté de Chisago est un comté de l'État du Minnesota aux États-Unis. Il comptait 56 621 habitants en 2020. Son chef-lieu est Center City.